# جون أوتيس
جون أوتيس (بالإنجليزية: John Otis)‏ هو محامي وسياسي أمريكي، ولد في 3 أغسطس 1801 في ليدز في الولايات المتحدة، وتوفي في 17 أكتوبر 1856 في هلوويل في الولايات المتحدة. حزبياً، نشط في حزب اليمين. وقد انتخب عضو مجلس النواب الأمريكي.